# Шурманци
Шурманци су насељено мјесто у Босни и Херцеговини, у граду Чапљина, које административно припада Федерацији Босне и Херцеговине. Према прелиминарним подацима пописа становништва 2013. године, у насељу је живио 301 становник.

## Географија
На подручју насеља се налази јама Голубинка (Шурманачка јама) у коју су усташе за вријеме Другог свјетског рата бацали Србе. Од септембра 1990. године спелеолошка организација Зелена брда из Требиња почела је из крашких јама на подручју доње Неретве да вади посмртне остатаке Срба страдалих у Другом светском рату. Прво вађење обављено је из јаме Јагодњаче у Ржаном долу, где су према речима спелеолога, извадили остатке преко хиљаду жртава. Приликом вађења остатака из јаме Шурманци крај Међугорја, за 12 дана рада извађено 800 жртава, где је бачено 300 деце, а нађена је и лобања нерођеног детета.

## Становништво
| Демографија | Демографија | Демографија |
| Година      | Становника  | Становника  |
| ----------- | ----------- | ----------- |
| 1971.       | 478         |             |
| 1981.       | 442         |             |
| 1991.       | 403         |             |
| 2013.       | 301         |             |